# Böses Park
Der Böses Park ist eine Grünanlage in Bremen im Stadtteil Huchting, Ortsteil Kirchhuchting, an der Kirchhuchtinger Landstraße.

## Geschichte
Das Gelände von Böses Park entstand als Grünanlage um 1900, was ein Bild im Focke-Museum aus dieser Zeit zeigt. Abgebildet wurde das Landgut Dr. Grober. 1923 (andere Quellen spätestens 1915) erwarb die Familie Hans Böse das Grundstück. Bis 1960 wurde das Landgut und der Park privat genutzt. Nach dem Tod von Böse schlug die  Witwe ein sehr lukratives Kaufangebot eines privaten Investors aus und verkaufte das Anwesen 1960 günstig an die Stadt, da ihr am Erhalt der Parkanlage sehr gelegen war.
Erkennbar ist die alte Wurt zum Schutz vor Hochwasser, auf der die Villa Böse gestanden hat. Der Park wurde erweitert. Der Landwirt Henrich Osmer gab Land ab, das nicht mehr landwirtschaftlich nutzbar war. Die  zweite Erweiterung erfolgte durch die Auflösung einer Minigolfanlage. Der kleine Park besitzt einen relativ großen, geschlossenen Baumbestand.